# Моштаница (ријека)
Моштаница је козарачка ријека, десна притока Уне. Налази се на сјеверу Витловске косе у Козари.
Ријека Моштаница је дијелом тока у Козари, а онда наставља према сјеверу као равничарска ријека. Дуга је око тридесетак километара. Од извора источно од виса Градине у Козари тече према сјеверу, и улива се у ријеку Уну низводно неколико километара од Козарске Дубице. На њој се налази Манастир Моштаница. Овај стари манастир је заштитник цијелог овог краја као и Свети ђакон Авакум- свјетовно Љепоје, који потиче из овог дијела Козаре и овог Манастира.
И у Моштаници и у њеним притокама има салмонидне рибе: пастрмке и кркушке. У доњим токовима има и бијеле рибе. Љети је пријатна за купање по њеним буковима.

## Поријекло имена
Коријен ријечи Моштаница је мост. Моштаница је добила име по називу брвна- моштаница које води преко воде до воденице -поточаре.

## Галерија
- Манастир Моштаница